# Кибирев, Борис Григорьевич
Бори́с Григо́рьевич Ки́бирев (род. 22 июня 1937, Султан-Янги-Юрт, Кумторкалинский район, Дагестанская АССР, СССР) — российский политический деятель. Депутат Государственной думы второго (1995—1999), третьего (1999—2003) и четвёртого созывов (2003—2007), член фракции КПРФ.

## Биография

### Образование
Окончил Ростовский институт инженеров железно-дорожного транспорта (РИИЖТ) в 1960 г, механический факультет, по специальности «Тепловозы и тепловозное хозяйство».

### Карьера
1960-1962 гг. Помощник машиниста тепловоза, помощник мастера по ремонту тепловозов локомотивного депо Карталы Южно-Уральской железной дороги, преподаватель Дорожно-технической школы, г. Троицк Челябинской области.
1962-1965 гг. инженер отдела ремонта службы локомотивного хозяйства Управления Южно- Уральской железной дороги, г. Челябинск.
1965 год – инженер-конструктор Усть-Лабинского механического завода Краснодарского края.
1965-1970 гг. – машинист тепловоза, начальник локомотивного депо станции Тимашевская Северо-Кавказской железной дороги (Краснодарский край).
С 1970 года – на партийной и советской работе.
В 1970-1971 гг. – заведующий промышленно-транспортным отделом Тимашевского райкома КПСС Краснодарского края. 
1971-1973 гг. – заместитель председателя Тимашевского райисполкома, с 1973 года – секретарь Тимашевского райкома КПСС.
С 1975 года – заместитель заведующего Отделом пропаганды и агитации – заведующий Домом политического просвещения, заместитель заведующего Отделом пропаганды и агитации – заведующий сектором массово-политической работы Краснодарского крайкома КПСС, г. Краснодар.
В 1978 году – очно окончил в Москве Академию общественных наук при ЦК КПСС. Был назначен заместителем заведующего Отделом пропаганды и агитации, затем - заведующим Отделом пропаганды и агитации. В 1986 году избран секретарём, а в 1987 году – вторым секретарём Краснодарского крайкома КПСС.
С 4 марта 1990 года – Народный депутат РФ, координатор фракции «Коммунисты России» на Съезде народных депутатов России (1990-1993).
С июля 1990 года по август 1991 года – член Центрального Комитета КПСС.
Делегат XIX Всесоюзной конференции КПСС, XXVIII съезда КПСС, съезда СКП-КПСС.
Делегат I съезда КП РСФСР и III съезда КПРФ.
В 1991-1995 гг. – главный инженер Краснодарского локомотивного депо Северо-Кавказской железной дороги, г.Краснодар.
В 1995-1996 гг. – председатель профкома депо.
В 1995 году избран депутатом Государственной думы второго созыва по списку КПРФ. Вошёл во фракцию КПРФ. Был членом Комитета по туризму и спорту. На президентских выборах 1996 года был доверенным лицом Геннадия Зюганова в Краснодарском крае.
19 декабря 1999 года избран депутатом Государственной думы третьего созыва. Вошёл во фракцию КПРФ. Был членом Комитета по охране здоровья и спорту. С апреля 2001 года — заместитель председателя Совета межфракционной депутатской группы «Юг России».
7 декабря 2003 избран депутатом Государственной думы четвёртого созыва. Вошёл во фракцию КПРФ. Стал членом Комитета по охране здоровья. В марте 2007 года требовал отставки министра здравоохранения Михаила Зурабова, заявив, что «в стране сформировалось представление о Зурабове, как о министре, проводящем тяжелые, неэффективные социальные эксперименты»
В 2013 году вошёл в состав Оргкомитета по подготовке и проведению памятных мероприятий, посвященных 20-летию расстрела Съезда народных депутатов России и Верховного Совета РФ.

## Награды
Ордена СССР: Знак Почёта (1975), Дружба народов (1986).     
Орден КПРФ : Партийная Доблесть (2002).
Международные: Международный Орден Миротворца (2004)
Медали СССР: За освоение Целинных земель (1957), За доблестный труд. В ознаменование 100-летия со дня рождения  В.И. Ленина (1970),  Ветеран труда СССР (1990)
Медали РФ: 850 лет Москвы, 100 лет Транссибирской Магистрали (2003). 

### Отраслевые знаки отличия и медали
Знак «Почетный железнодорожник» (Министерство путей сообщения РФ, 1996)      
Знак «Отличник здравоохранения» (Министерство здравоохранения и социального развития РФ, 2006) 
Медаль «За заслуги в развитии курортного дела» (Государственный комитет по физической культуре и туризму РФ, 1998) 
Медаль «50 лет начала освоения Целинных земель (Министерство сельского хозяйства РФ, 2004)
Медаль Краснодарского края «За выдающийся вклад в развитие Кубани» Первой степени (2002)
Казачьи награды: – Памятный знак «300 лет Кубанскому казачьему войску» (2002) 
«10 лет Центральному казачьему войску» (2004)    

### Награды Государственной Думы
Юбилейный знак «10 лет Государственной Думы Федерального Собрания Российской Федерации» (2003)
Медаль «Государственная Дума Федерального Собрания Российской Федерации» (2007)      

### Интервью
- [www.apn-spb.ru/opinions/article6303.htm «Эффективные менеджеры» Якунина сломают Россию по Уралу]